# Maria Adolfina Dierk
Św. Maria Adolfina (Anna Catharina Dierkx) (ur. 8 marca 1866 w Osendrecht, Brabancja Północna w Holandii, zm. 9 lipca 1900 w Taiyuan, prowincja Shanxi w Chinach) – święta Kościoła katolickiego, zakonnica ze zgromadzenia franciszkanek misjonarek Maryi, misjonarka, męczennica.

## Życiorys
Jej rodzina była bardzo biedna. Wcześnie straciła matkę. Zajęła się nią rodzina biednych robotników. Podobnie piątką jej rodzeństwa zaopiekowali się sąsiedzi. Odczuwała powinność odwdzięczenia się pracą swojej przybranej rodzinie. Przez pewien czas pracowała w fabryce przy pakowaniu kawy, później jako służąca. W 1893 r. wstąpiła do nowicjatu franciszkanek misjonarek Maryi w Antwerpii.
W 1898 r. biskup z Chin Franciszek Fogolla udał się do Turynu na Międzynarodową Wystawę Chińskiej Kultury i Sztuki. Następnie podróżował z czterema chińskimi seminarzystami po Europie, dzięki czemu pozyskał środki potrzebne dla misji. Na jego prośbę matka Maria od Męki Pańskiej, założycielka zgromadzenia franciszkanek misjonarek Maryi, wyznaczyła siedem sióstr do wyjazdu na misje do Chin (Marię Herminę, Marię od Pokoju, Marię Klarę, Marię od Bożego Narodzenia, Marię od św. Justyna, Marię Adolfinę i Marię Amandynę). Do Taiyuan razem z biskupem pojechało dziewięciu młodych księży i siedem zakonnic ze zgromadzenia franciszkanek misjonarek Marii. Siostry służyły biednym, chorym i zajmowały się sierotami.
Wkrótce po ich przyjeździe do Chin, podczas powstania bokserów, doszło do prześladowań chrześcijan. Zarządca prowincji Shanxi Yuxian nienawidził chrześcijan. Z jego polecenia biskup Fogolla został aresztowany razem z 2 innymi biskupami, 3 księżmi, 7 zakonnicami, 7 seminarzystami, 10 świeckimi pomocnikami misji i kilkoma chińskimi wdowami. Aresztowano również protestanckich duchownych razem z ich rodzinami. Została ścięta razem z współsiostrami z rozkazu gubernatora Shanxi 9 lipca 1900 r. W tym dniu zabito łącznie 26 męczenników. W styczniu 1901 r. nowy zarządca prowincji urządził ich uroczysty pogrzeb.

## Dzień wspomnienia
9 lipca w grupie 120 męczenników chińskich

## Proces beatyfikacyjny i kanonizacyjny
Siostry zostały beatyfikowane 24 listopada 1946 r. przez Piusa XII w grupie Grzegorz Grassi i 28 towarzyszy. Kanonizowane w grupie 120 męczenników chińskich 1 października 2000 r. przez Jana Pawła II.